# Luigi Manini

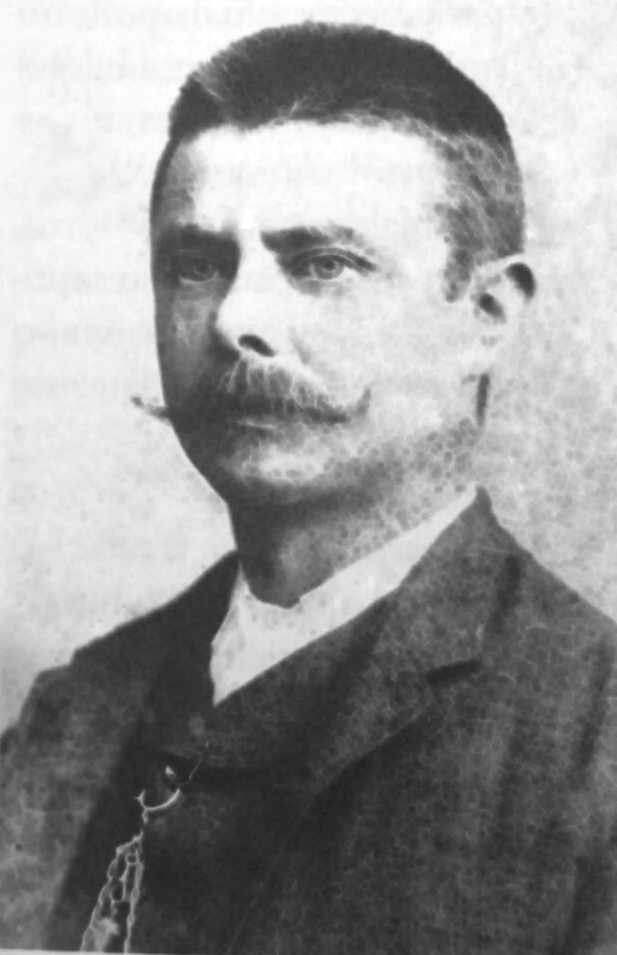
Luigi Pietro Manini

Luigi Pietro Manini (* 8. März 1848 in Crema, Region Lombardei; † 29. Juni 1936 in Brescia) war ein italienischer Architekt, Maler und Bühnenbildner. Er hielt sich von 1879 bis 1913 in Portugal auf, wo er seine bedeutendsten Werke schuf, von denen insbesondere das Palácio Hotel do Buçaco bei Luso und die Quinta da Regaleira in Sintra herausragen.

## Biographie
In der Lombardei geboren, besuchte er die Meisterschule von Antonio Polgati und studierte dann bis 1861 in Mailand und Brescia bei Professor Ferdinando Cassina. Er besuchte anschließend die Accademia di Belle Arti de Brera, wo er Assistent von Carlo Ferraio wurde. In dieser Zeit war er 1868/69 Mitarbeiter bei der Restaurierung der Fresken in der Chiesa di San Bernardino degli Osservanti in seiner Heimatstadt Crema und später an der Villa Stramezzi in Moscazzano. Bei den Fresken lieferte er mit Temperafarben eine recht bemerkenswerte Arbeit ab. Ab 1874 arbeitete er unter Carlo Ferraio als Bühnenbildner am Mailänder Teatro alla Scala.
Im April 1879 kam er nach Lissabon, um dort als Bühnenbildner am Teatro Nacional de São Carlos zu arbeiten. Er löste dort den verstorbenen, ebenfalls in Italien, in Siena, geborenen Giuseppe Cinatti ab. Zu jener Zeit fehlte es in Portugal an künstlerischen Malereien im technischen Bereich, so dass sich die Arbeiten Luigi Maninis nicht nur auf die Gestaltung von Bühnenbildern beschränkten, sondern auch Betätigungsfelder einschloss, denen er sich bereits in Italien gewidmet hatte: die Gestaltung von Gedenkfeiern, Festdekorationen, Architektur etc. Manini erbte gleichsam von Cinatti und dessen Mitarbeiter Achille Rambois diesen Markt und auch deren architektonischen Geschmack und wurde so zum neuen Meister der portugiesischen Bühnenmalerei. Schnell wurde er von der Kritik gefeiert und galt als innovativer Maler. Seine Theaterleinwände prägten das lyrische Theater stark und entwickelten eine perspektivische Szene. Im Kontext der portugiesischen Bühnenkunst war Maninis Werk nicht nur für das Teatro de São Carlos wichtig, sondern auch für das Teatro Nacional Dona Maria II.
Manini lebte bis 1913 in Portugal und kehrte dann mit dem gemachten Vermögen nach Italien zurück, wo er im Juni 1936 in Brescia starb.

## Hauptwerke
- 1884 – 1887 Teatro Municipal Baltazar Dias in Funchal: Luigi Manini war hier zusammen mit seinem portugiesischen Assistenten Eugénio Cotrim für die Innendekoration und die Gestaltung der Bühnenbilder verantwortlich.
- 1888 – 1897 Palácio Hotel do Buçaco bei Luso: 1888 lud ihn der Minister für Öffentliche Arbeiten, Emídio Julio Navarro (*19.04.1844; †16.08.1905), ein, ein Jagdschloss für die königliche Familie zu entwerfen, das in den Bergen von Buçaco gebaut werden sollte. Daraufhin entwarf Manini einen Palast im neomanuelinischen Stil. Dieser, eindeutig aus der Romantik entsprungene Stil, befand sich bereits seit 1878 im Niedergang, symbolhaft dokumentiert durch den Einsturz eines Portals des Meisterwerks der Manuelinik, des Hieronymusklosters in Lissabon, an dessen Restaurierung Giuseppe Cinatti arbeitete. Zu dieser Zeit war der portugiesische Nationalismus noch nicht so stark ausgeprägt und die Romantik bereits abgeebbt, so dass der neomanuelinische Stil kontrovers beurteilt wurde. Während ihn die einen als die Wiedergeburt der portugiesischen Architektur feierten, wünschten die anderen, diesen ganzen „Unsinn“ mit dem Presslufthammer abzureißen. Manini jedoch blieben die aufkommenden neuen ästhetischen Strömungen fremd. Der Palácio Hotel do Buçaco beschäftigte auch weitere Künstler wie den Architekten Manuel Joaquim Norte Júnior (* 24. Dezember 1878; † 11. Dezember 1962)[3], den Maler und Architekten Nicola Bigaglia aus Venedig (1841 – 1908), der die dekorativen Gemälde ausführte, und den Bildhauer J. Machado.
- 1888 – 1892 Entwurf von Innendekoration und Bühnenbildern für das Teatro Garcia do Resende in Évora[4]
- 1894 Teatro Municipal São Luiz in Lissabon: Auch hier war Manini für das Innendekor des Theatersaals zuständig, das er im Sinne seiner nationalistischen ideale neomanuelinisch ausführte.
- 1895 Militärmuseum in Lissabon: Hier führte Manini im Auftrag von General José Eduardo Castelbranco Malereien für mehrere neue Ausstellungssäle aus, insbesondere für den Saal Vasco da Gama.[5]
- 1897 – 1899 Palácio dos Condes de Castro Guimarães in Cascais:[6] Im Auftrag von Jorge Torlades O’Neill II., Herzog von Tyrone, plante Manini dessen Sommerresidenz an der sog. „Portugiesischen Riviera“ westlich von Lissabon. Sie ist im Stil des Eklektizismus erbaut und spiegelt den in jener Zeit häufigen Wunsch nach Wiederbelebung pseudomittelalterlicher Schlösser inklusive eines großen Burgturms wider. Das Gebäude enthält neogotische, neomanuelinische und orientalisierende Elemente.[7]
- 1898 – 1911 Quinta da Regaleira in Sintra[8]: Ende des 20. Jahrhunderts beauftragte der Millionär und „Kaffeebaron“ António Augusto Monteiro Carvalho, der sich sehr für das Werk des portugiesischen Nationaldichters Luís Vaz de Camões begeisterte, nachdem er das Grundstück in Sintra erworben hatte, Manini mit der Gestaltung des Palácio da Regaleira, in dem dieser seinen manuelinischen Fantasien freien Lauf lassen sollte. Diese Stilart war in Sintra nichts Fremdes, denn der dortige Palácio Real erhielt von 1505 bis 1520 einen einzigartigen manuelinischen Flügel. Auch das Revival der Neomanuelinik hatte im Palácio da Pena des deutschen Bergbaufachmanns Wilhelm Ludwig von Eschwege bereits seine Spuren hinterlassen.[9] Einige Künstler, die mit Manini am Palácio Hotel do Buçaco zusammengearbeitet hatten, setzten diese Zusammenarbeit am Palácio da Regaleira fort. Für beide Bauwerke leistete der Pedra de Ançã, ein heller Kalkstein, der in der Nähe von Coimbra gebrochen und mit der Eisenbahn nach Sintra gebracht wurde, unschätzbare Dienste. Zusätzlich zur Quinta entwarf Manini auch den rätselhaften, vier Hektar großen Jardim da Regaleira, dessen Symbolik Einflüsse der Freimaurerei aufweist, der Monteiro Carvalho anhing.
- 1900 Gestaltung des portugiesischen Pavillons für die Weltausstellung in Paris: Nachdem 1898 in Portugal der 400. Jahrestag der Reise von Vasco da Gama nach Indien gefeiert worden war, erinnerte man sich wieder stark an die Größe der portugiesischen Entdeckungen. So malte Luigi Manini für den Weltausstellungspavillon eine allegorische Darstellung dieser Entdeckungen, welche vor allem an die Reisen von Pedro Álvares Cabral nach Brasilien und an Szenen aus den Reisen von Ferdinand Magellan und João Vaz Corte-Real erinnerte.[10]

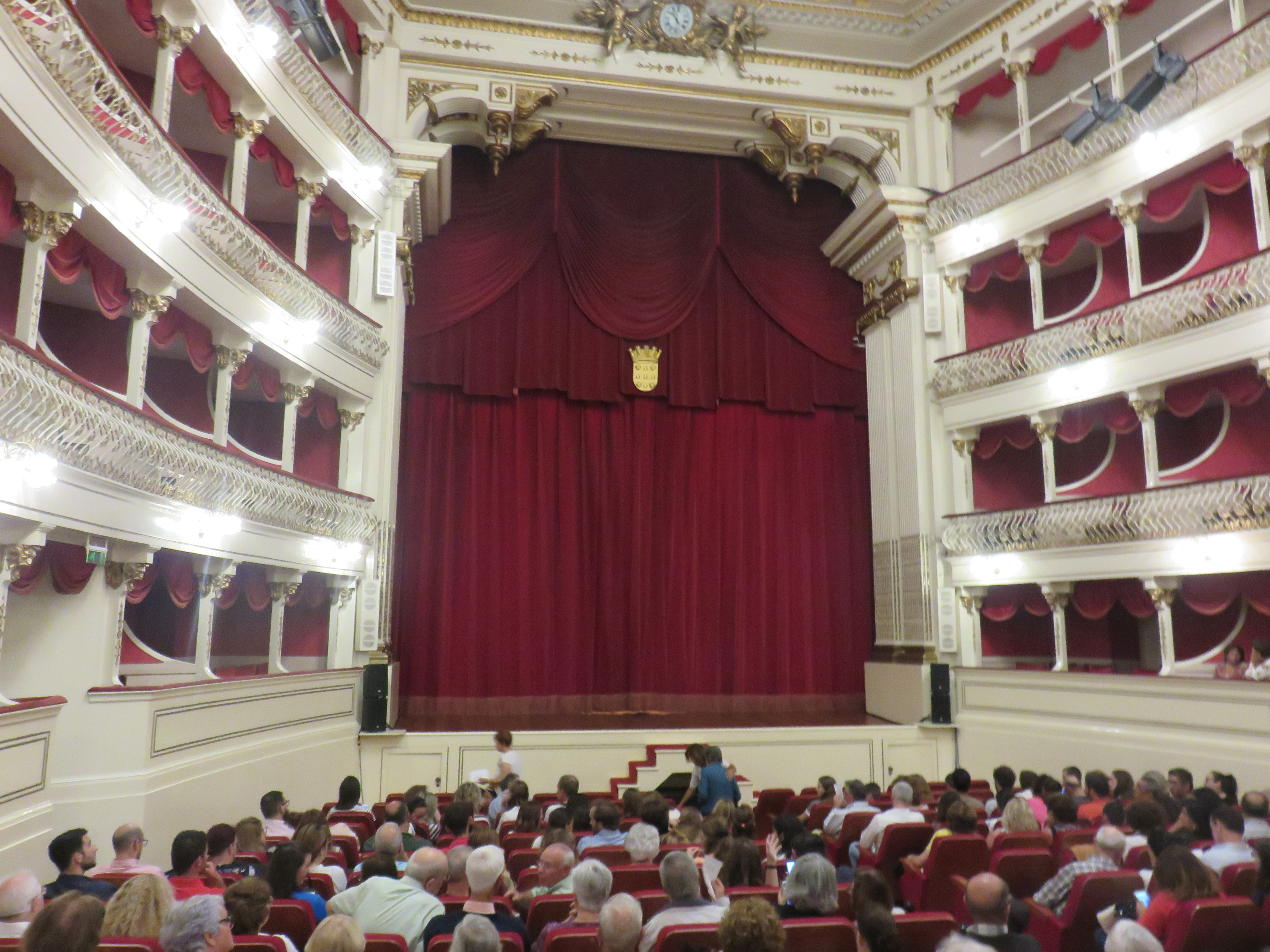
Innenraum des Teatro Municipal Baltazar Dias in Funchal
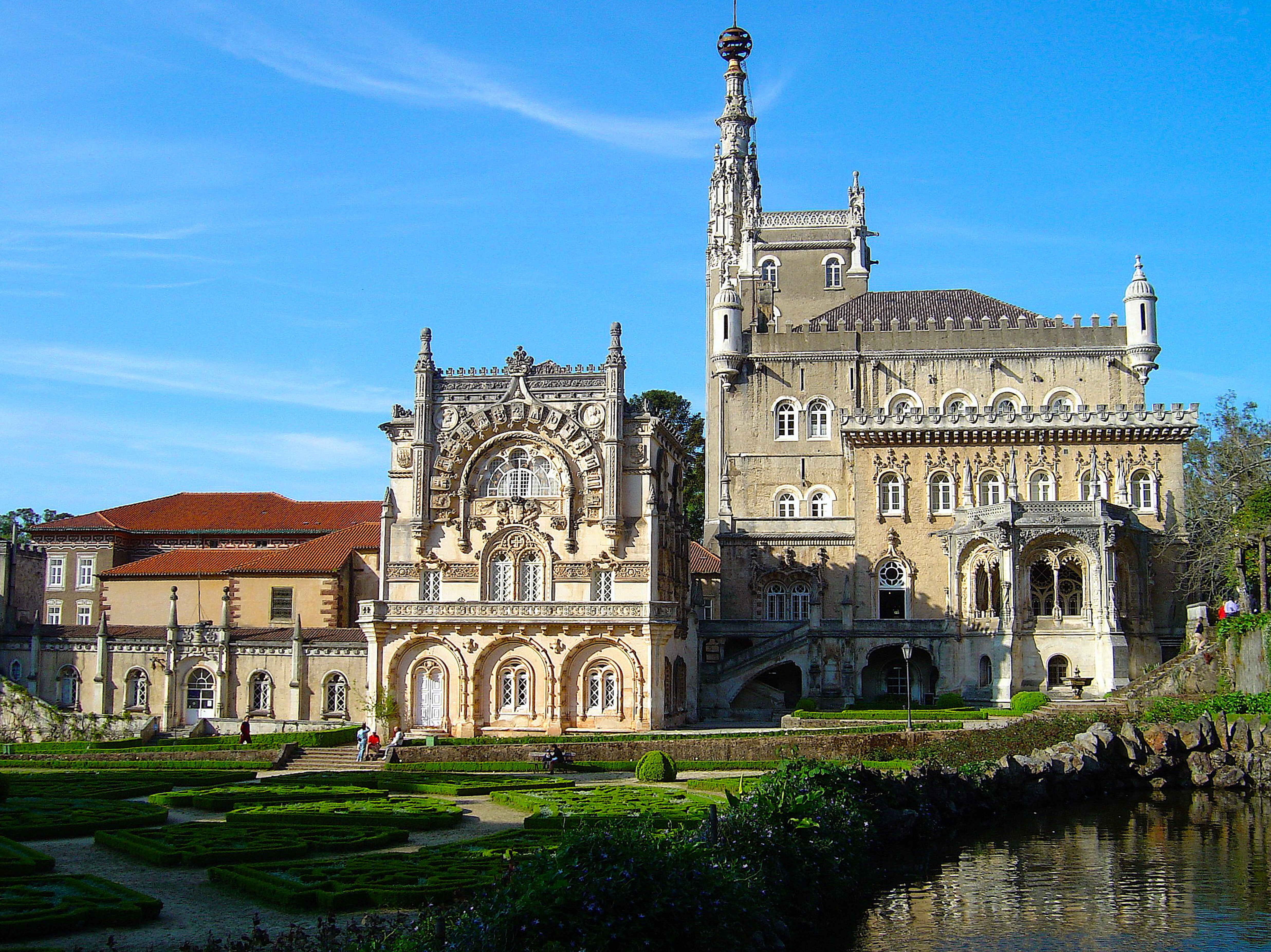
Palácio Hotel do Buçaco
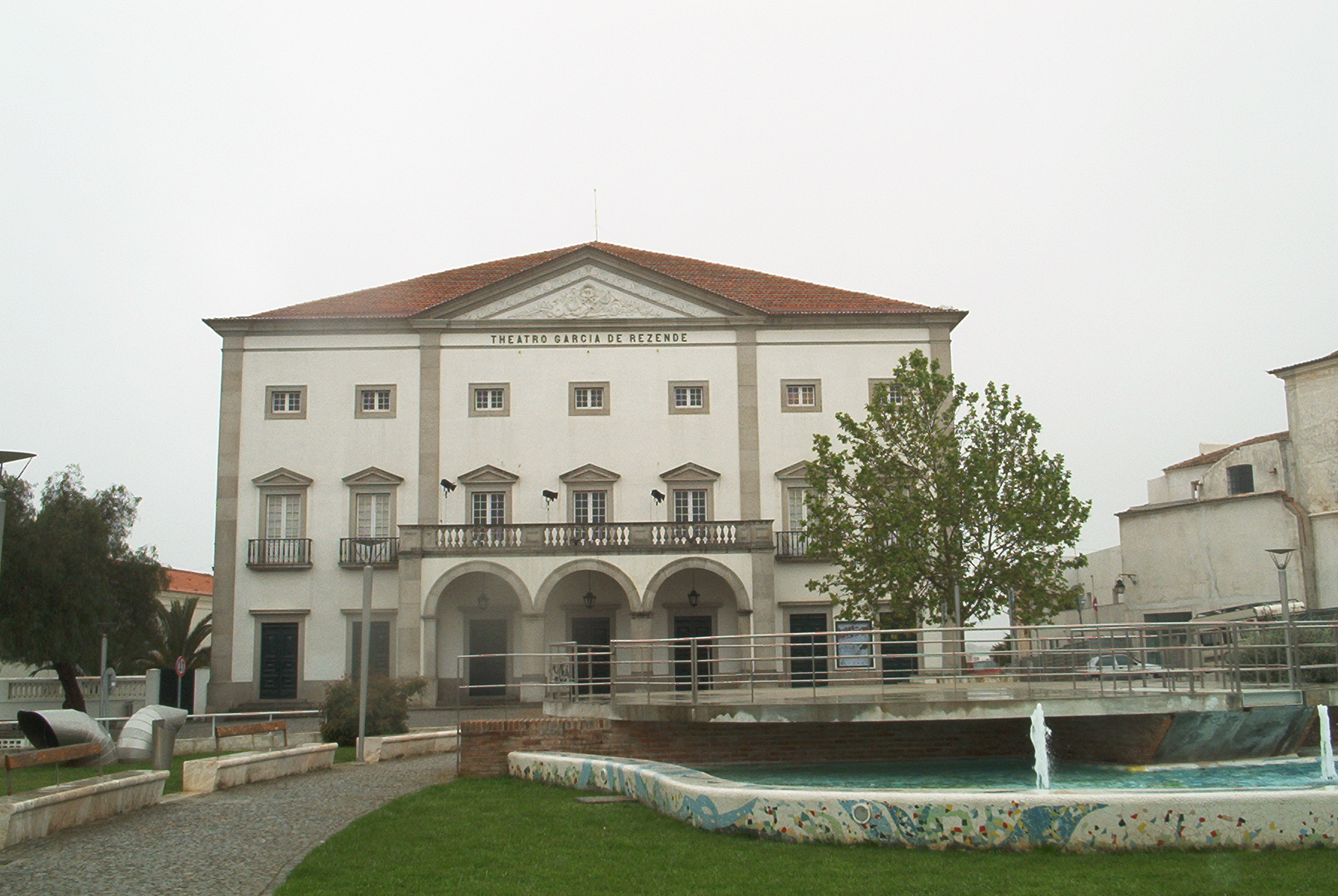
Das Teatro Garcia de Resende in Évora
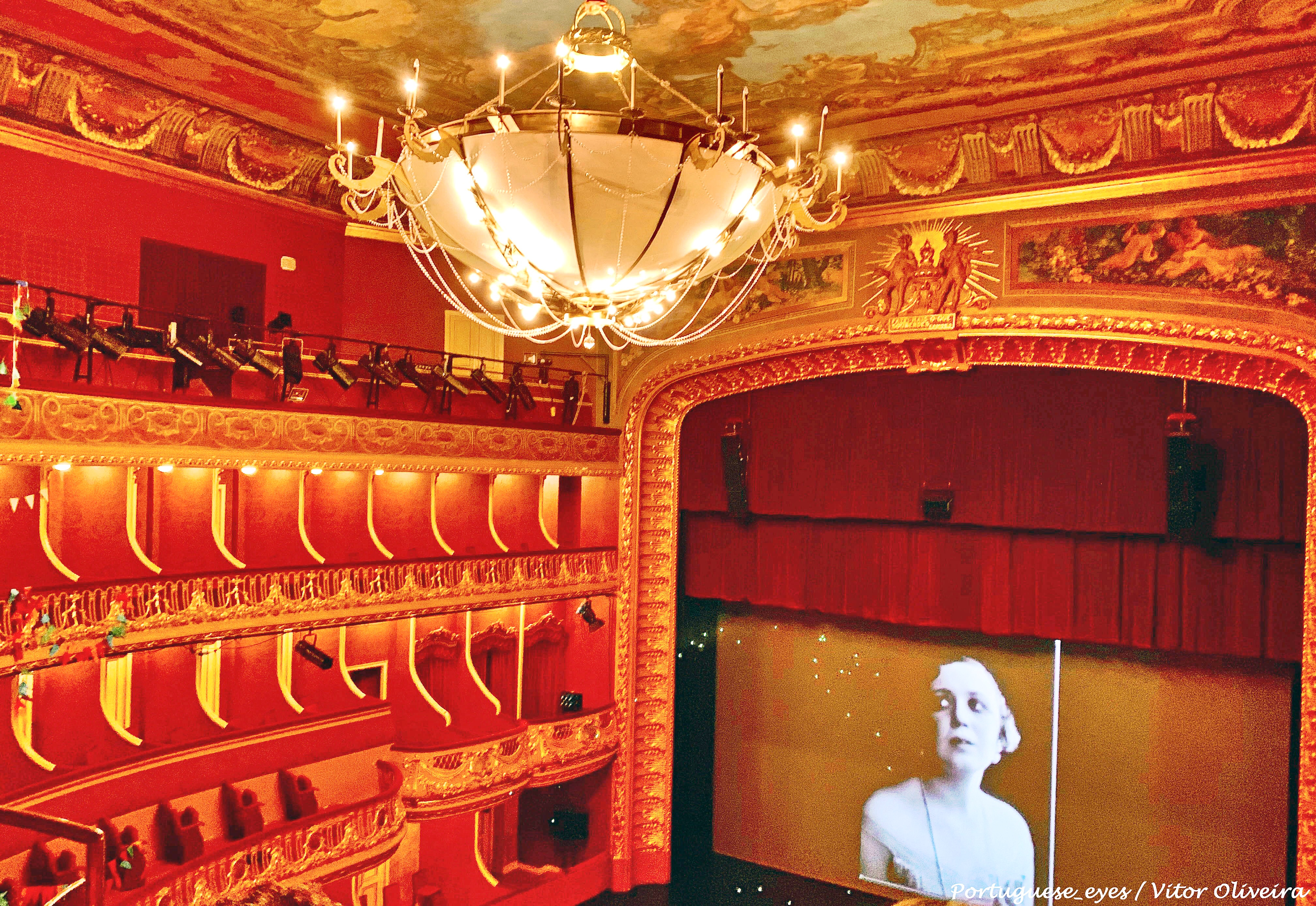
Innenraum des Teatro Municipal São Luiz in Lissabon
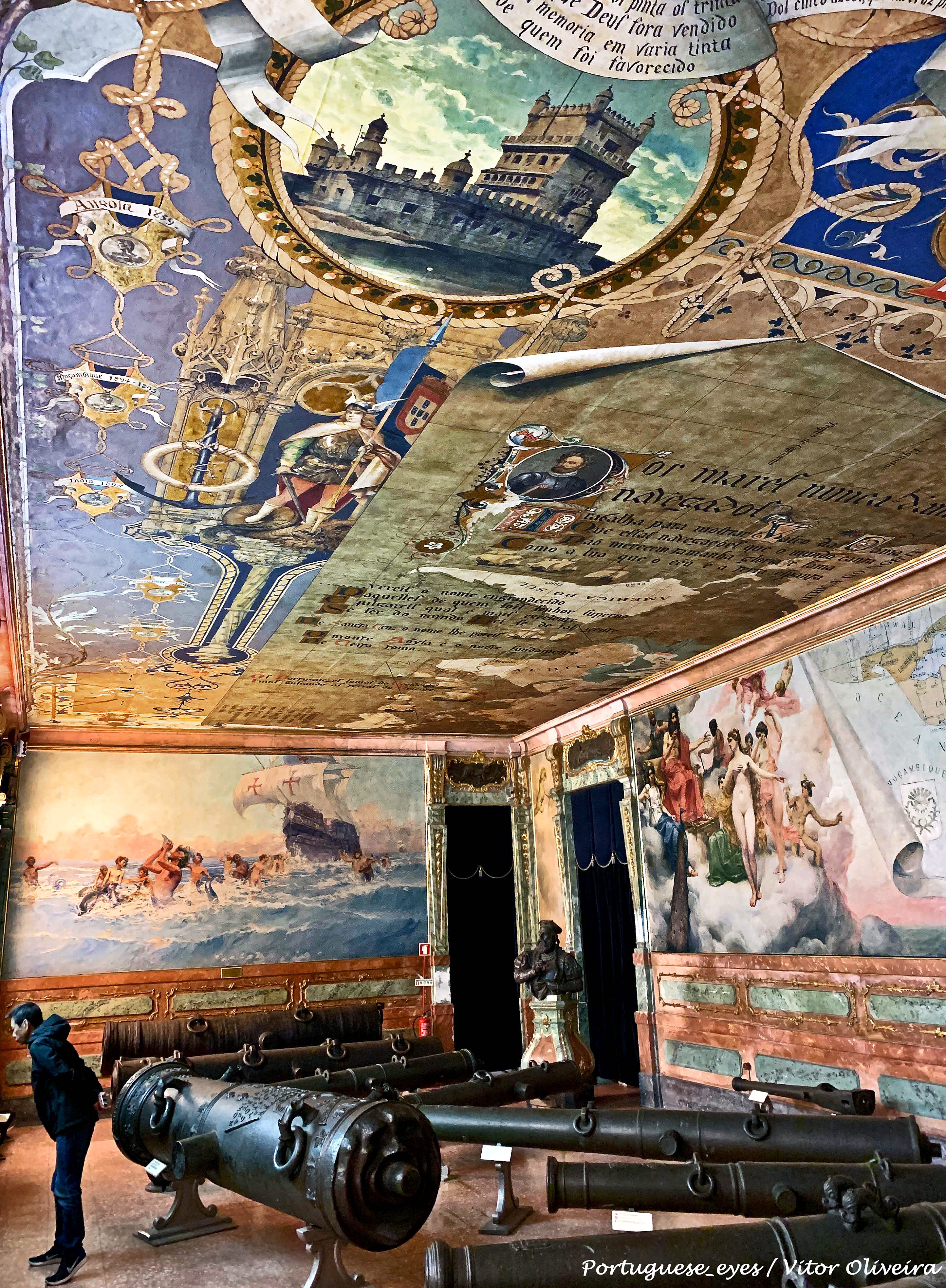
Sala Vasco da Gama im Museu Militar, Lissabon
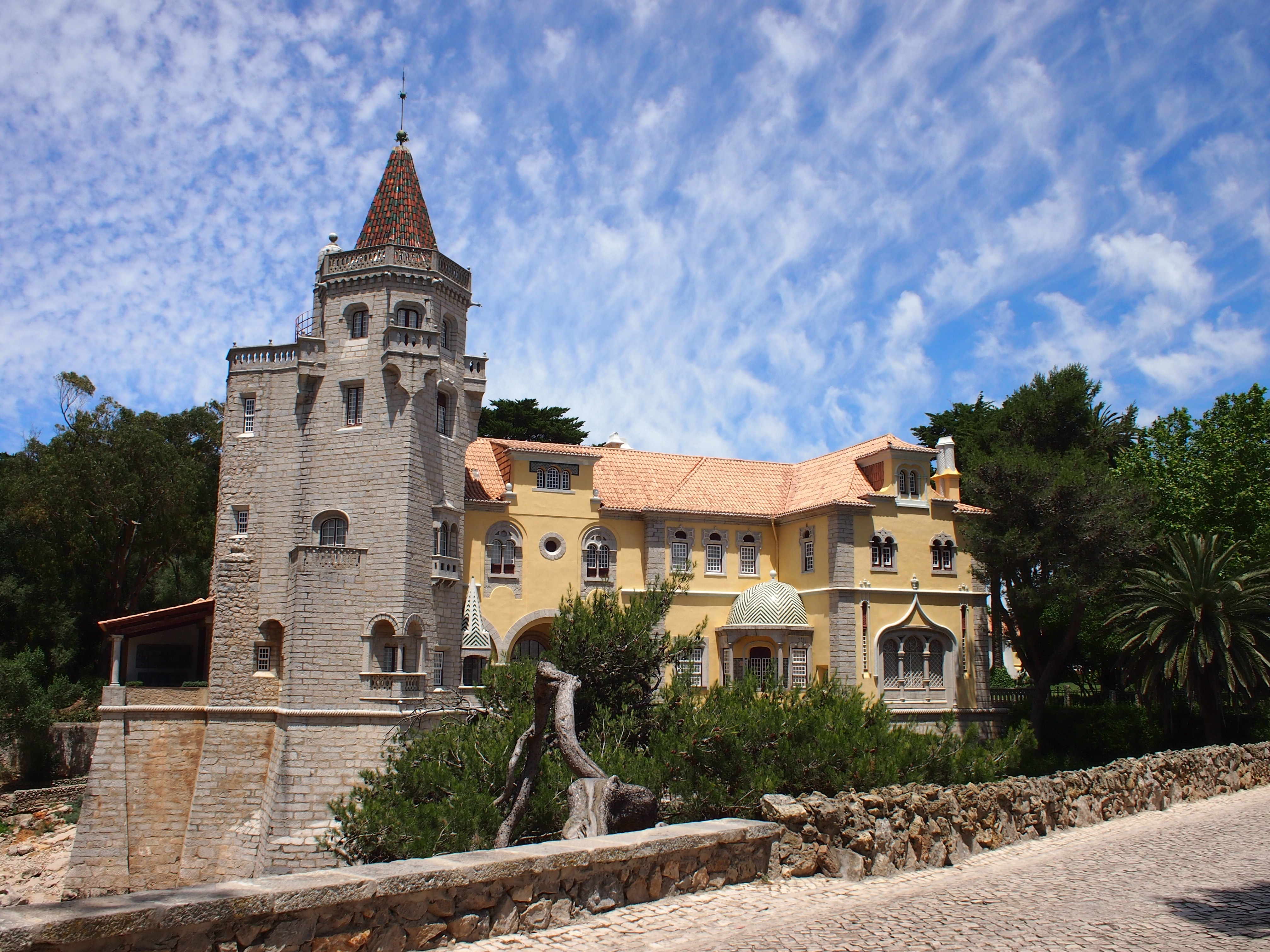
Palácio dos Condes de Castro Guimarães in Cascais
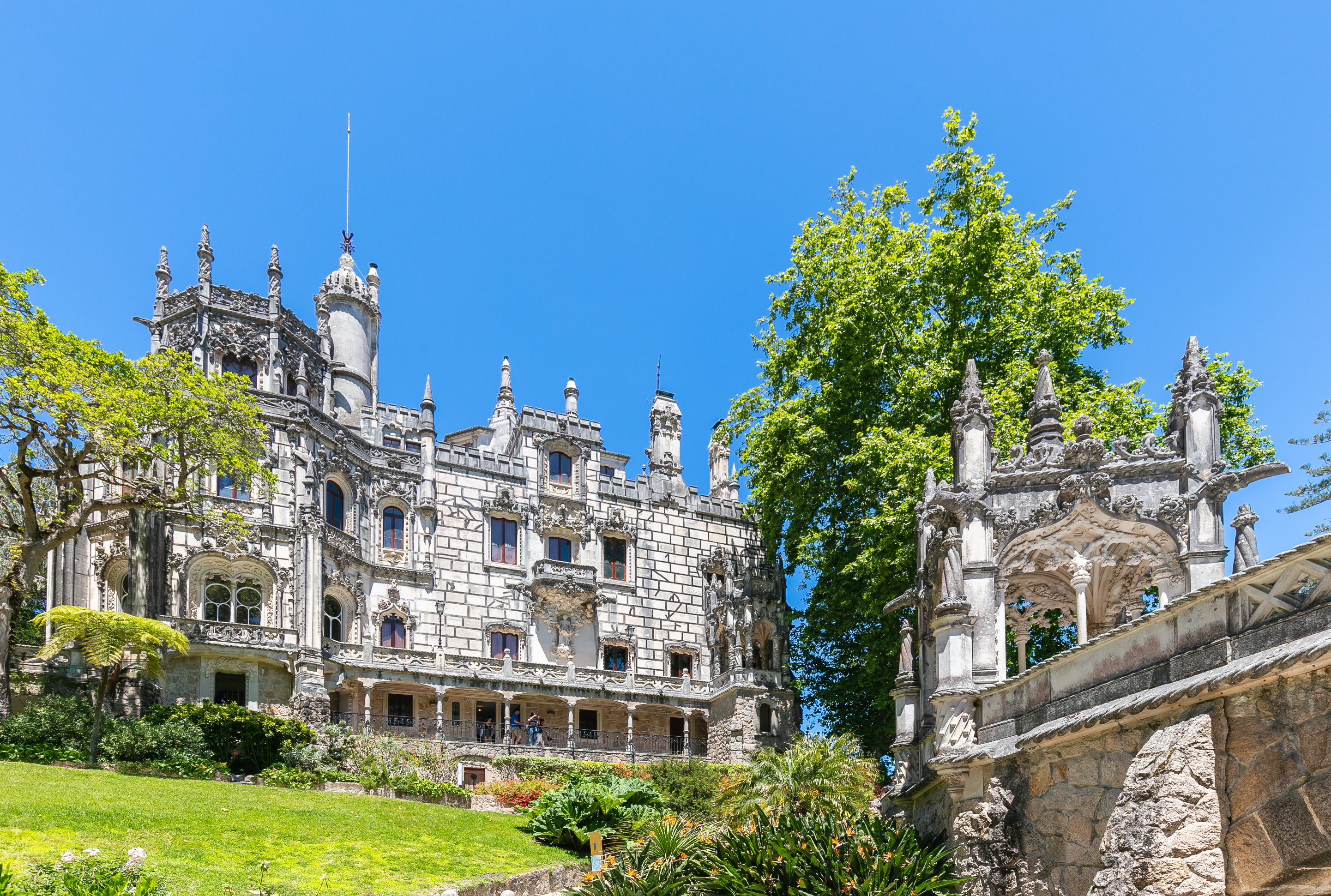
Quinta da Regaleira in Sintra